# K.u.k. FB 2.01

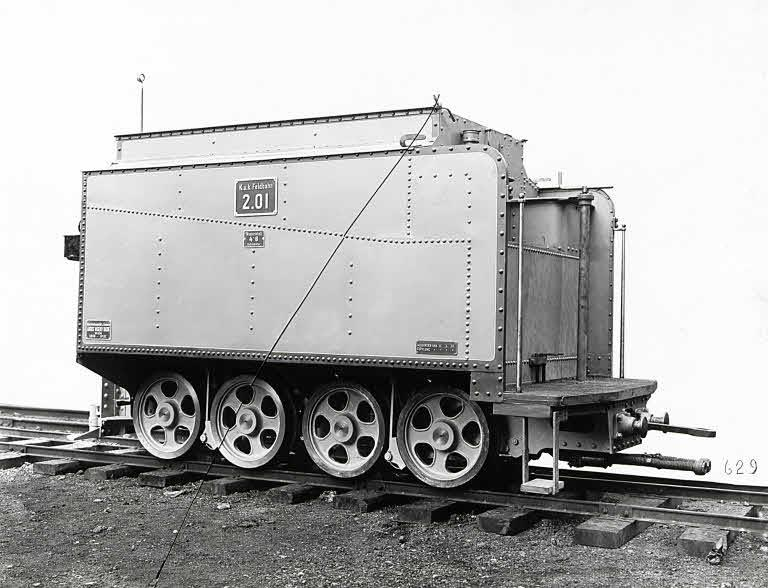
Vierachsiger Tender, Nummer 201

Die Dampflokomotive k.u.k. FB 2.01 war eine Schmalspur-Schlepptenderlokomotive der k.u.k Feldbahn Österreichs.
Kurz nach der Bestellung der k.u.k. FB 1.01–06 kam eine neue Studie zu dem Ergebnis, dass Schlepptenderlokomotiven gegenüber den Tenderlokomotiven zu bevorzugen seien, da sie größere Vorräte mitführen könnten und dadurch der Betrieb vereinfacht würde.
Als die Lokomotivfabrik der StEG 1905 eine passende Maschine anbot, wurde sie bestellt.
Die erste und die vierte Achse waren seitenbeweglich mit äußeren Spurkränzen.
Die zweite und dritte Achse waren fest gelagert mit inneren Spurkränzen.
Diese Konstruktion führte dazu, dass sie bei der ersten Probefahrt sechsmal entgleiste und ein anderes Mal sogar umstürzte.
Auch das Durchfahren von Weichen machte Probleme.
Das Fahrzeug wurde daher auf Rillenräder umgebaut, die sich besser bewährten.
Beim Fahren auf schneebedeckten Gleisen entgleiste sie jedoch bald.
Man entschied sich für die Bestellung einer leicht modifizierten Type als k.u.k. FB 3.01–24.
Die 2.01 wurde nach dem Ersten Weltkrieg an die Ennstaler Holzindustrie verkauft.